# 乡药集成方
《乡药集成方》是朝鲜医家卢重礼、俞孝通、朴允德等奉世宗之命，于1431-1443年间编撰的一部医书。该书以1399年朝鲜医家李希善所编撰的《乡药济生集成方》为蓝本，借鉴267部中国和朝鲜本国医学书籍编撰而成，是朝鲜医学史上第一部集大成的著作，与《医方类聚》、《东医宝鉴》合称为朝鲜医学史三大古典著作:15:208。该书初为汉文本，成宗十九年（1488年）进行了谚解:208。
《乡药集成方》共有85卷，由病源、乡药本草、针灸法三大部分构成，记载了内、外、妇、儿、五官、急救等各科临床54门，959条症候，病源论述931条，载方10706首，针灸论述1479条，朝鲜地产药物694种以及中国《日华子诸家本草》、《本草拾遗》等书中的部分药物。该书选方简便，收集的多为平素易得或乡间易采之药，侧重实用，不追求繁琐，而且书中所选的药物中一半以上都是朝鲜当地药物，并在每种药物后附加了朝鲜民间乡药药名，对特产有效药物还注明了朝鲜国内的产地:17-18。该书在医学思想上很注重未病先防。如在《伤寒门》一节中专门论述了预防疾病发生的各种方法和措施。不过由于历史局限，书中也夹杂着一些不科学的内容:19。